# قضية روفريتا
قضية روفريتا كانت أزمة دستورية في سان مارينو في عام 1957 حيث أقدم المجلس الكبير العام عمدا بتصرف غير قانوني لمنع الانتخابات المقررة للحاكمين. أنشئت حكومة مؤقتة في قرية روفريتا، في مواجهة الحاكمين المنتهية ولايتهما.
في ليلة 30 سبتمبر/أيلول، بالقرب من منتصف الليل، احتل مجلس المعارضة وعدد قليل من المؤيدين مصنعًا مهجورًا في بلدة روفريتا الحدود الإيطالية. في منتصف الليل، عندما كان من المفترض أن تنتهي الوصاية، أعلن أعضاء المجلس الحكومة المؤقتة لسان مارينو. وقد اعترفت بها فرنسا والولايات المتحدة وإيطاليا على الفور. اعترفت إيطاليا بالحكومة المؤقتة وحمت قوات الكارابينييري الإيطالية الجوانب الثلاثة للمصنع. نظمت حكومة الوصاية قوات مسلحة من المؤيدين وتدفقت الأسلحة من إيطاليا إلى كلا الجانبين. في 11 أكتوبر، استسلمت حكومة الوصاية واعترفت بالحكومة المؤقتة، منهية الأزمة. انتخبت الحكومة الجديدة وصية جديدة. كان أحد أعمالها هو توفير حق المرأة في التصويت. وأجريت الانتخابات العامة في عام 1959، وأكدت فوز التحالف الديمقراطي المسيحي.

## أعضاء الحكومة المؤقتة
- فيديريكو بيجي
- ألفارو كاسالي
- بيترو جانتشيكي
- زكريا جيوفاني سافوريتي